# Piksborg

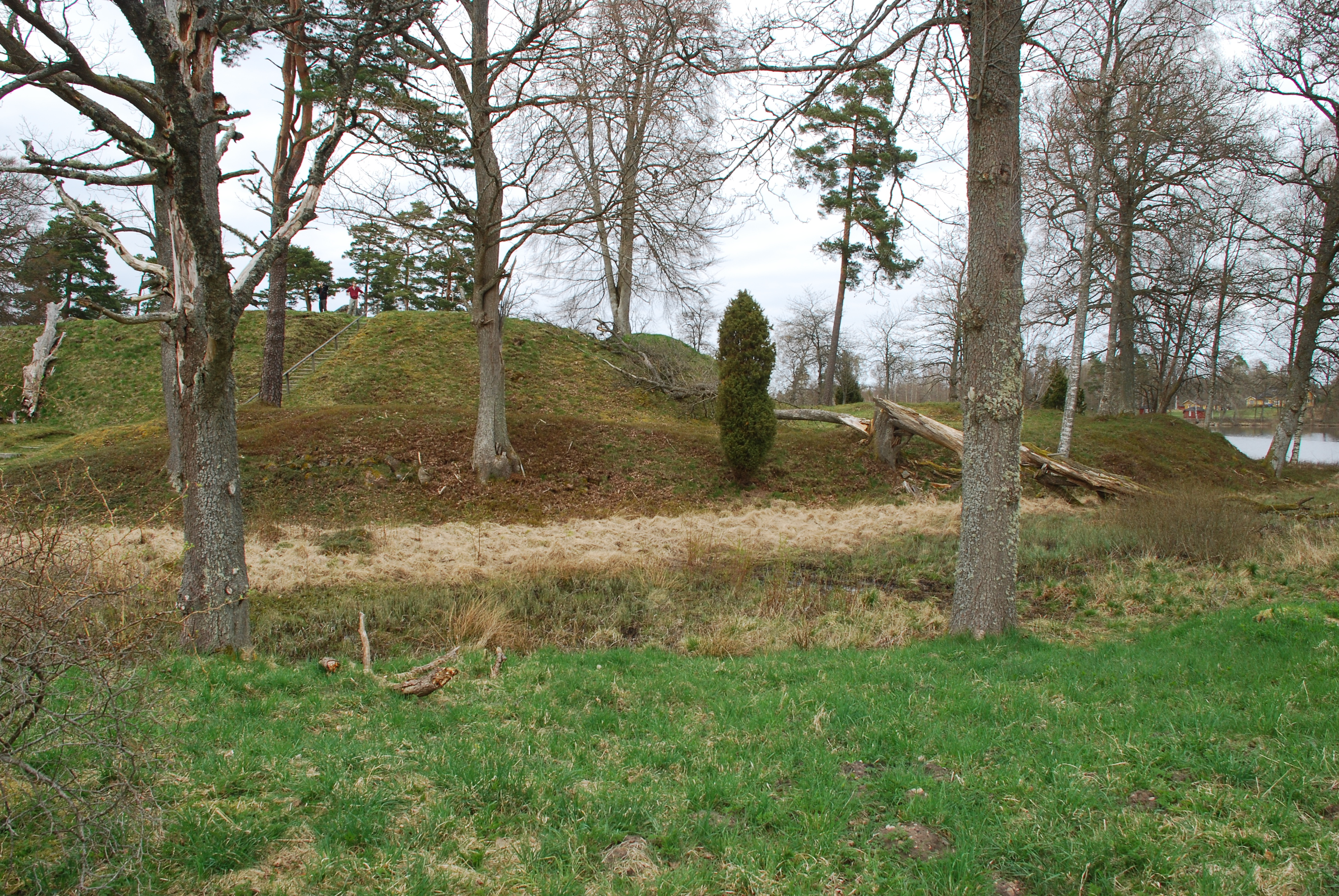
Piksborg

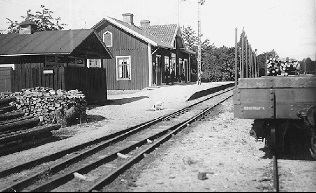
Piksborgs station

Piksborg är en  borgruin från senare delen av 1300-talet med rester av pålsättning i vattnet, belägen på en ö i sjön Bolmens södra ände, väster om Ljungby i Annerstads socken inom nuvarande Ljungby kommun. 
Borgen var byggd i trä med jordvallar, strategiskt belägen i det dåvarande gränslandet mot Danmark. Den användes som gränsbefästning och som centrum för kungens fogdar i Sunnerbo.  
Namnet Piksborg kommer troligen efter halländske riddaren Ebbe Pik, som även ägde gods i Finnveden på 1360-talet. I slutet av 1300-talet hamnade borgen i Abraham Brodersson Tjurhuvuds ägo. 1434 nåddes borgen av en av Engelbrekts upprorshärar. Olof Ragnvaldsson, fogde på borgen, förhandlade med ledaren för upprorsmännen, Herman Berman. Under förhandlingarna stacks borgen i brand. Borgen totalförstördes och övergavs sedan.
År 1908 grävdes Piksborg ut under ledning och på bekostnad av civilingenjör Algot Friberg och kapten Bror Kugelberg. Fynden från borgen fördes först till Jönköpings museum men finns nu på Smålands museum i Växjö. 

## Fynden från borgen
Fynden från borgen är rika vilket beror på att den brändes ner och då fylld av bruksföremål och inte som andra borgar övergiven med alla bruksföremål utrymda. 
Fynd av synålar, fingerborgar, pincetter och smycken avslöjar att även kvinnor levde på borgen.  
Fynden av nära 400 mynt har gjort det möjligt att datera borgens användningstid från 1360 till 1434. Fynd av hantverk i metall i stor omfattning visar att borgen också varit av vikt för handel och hantverk i närområdet. Fynden består av drygt 4 000 föremål. Inga föremål har daterats till senare än 1434. 

### Jordbruk , militär besättning, djurhållning och jakt och fiske
Piksborg hade inget eget jordbruk, men borgens många människor skulle ha sina behov tillfredsställda. Alla bodde inte på borgen vissa kanske gjorde dagsverken där. Borgens soldater var troligen bland annat beväpnat rytteri och skyttar och dessa soldater bodde i alla fall periodvis på Piksborg.  Fynden som berättar om djurhållning t ex betsel, ryktskrapor, hästskor och hästskosöm, träns, sporrar, stigbyglar härrör troligen mest från besättningens hästar medan militära vapenfynd som delar av armborst med tillhörande armborstpilar och dolk och kanonkulor berättar om borgens militära garnison. De tyngre vapnen representeras av kanonkulor. Djurhållningen för livsmedel representeras av benfynd av förutom av de militära hästarna, av nötboskap, grisar, får, hönor och gäss. Djur hölls i stallar, möjligen inne på borgen men troligare på stallholmen som låg strax utanför. Borgen har haft stallkarlar, pigor och drängar som har skött djurhållningen. Ben av kronhjort, rådjur, abborre, gädda och ål berättar om jakt och fiske liksom krokar, flöten, pilspetsar om.
Köket  var en viktig plats i försörjningen och där arbetade köksor och pigor. Fynd av köksutrustning är grytor och matlagningskärl. I salvekrus förvarades kryddor även om de också var för mediciner. Knappnålar, synålar, fingerborgar och saxar är fynd som berättar om borgens kvinnor.

### Hantverk  fritid och handel
Borgens hantverk var inte bara för borgens behov  och förutom verktyg för metallhantverk hittades halvfabrikat till järnföremål. Borgar hade egna smeder som tillfredsställde borgens behov. Fynden av knivar, saxar, bultlås, nycklar och ljushållare var så många att de har tolkats som tillverkade för försäljning.
Spår av handeln bland fynden är bland annat flera blyplomber, märkningar av importen av textilier men dräkttillbehör representeras också i form  hyskor och beslag. Keramik av förvarings och transportkärl berättar om hushållning och handel och så gör också de många myntfynden. Fynden av smycken som fingerringar, pärlor till personlig utsmyckning medan oljelampor berättar om mörka rum i borgen där kanske besättningen spelade spel på kvällarna  med tärningar och spelbrickor som också ingår i fynden. Att spela spel, leka lekar och utöva musik som representeras mungigor som hittats på borgen, kan ha representerat fritiden, men också soldater på vakt behövde ha sysselsättning. Piksborg var ett eget litet slutet samhälle med olika anställda för olika sysslor. Borgen var också en handelsplats där köpmän försökte enas on priser och varuutbyte.
Borgen skadades delvis då Halmstad–Bolmens Järnväg drogs fram i omedelbar närhet av borgen. Piksborgs järnvägsstation längs Halmstad–Bolmens Järnväg (1889–1966) var belägen strax söder om borgruinen. Järnvägsbron över  Fettjesundet, södra delen av sjön Bolmen, finns kvar och är belägen vid Piksborg. Även stationsområdet är till stora delar bevarat.